# Gashua
Gashua é uma comunidade no estado de Yobe, no nordeste da Nigéria, no rio Yobe, a poucos quilômetros abaixo da convergência do rio Hadejia e do rio Jama'are. A elevação média é de cerca de 299 m. A população em 2006 foi de cerca de 125.000. Os meses mais quentes são março e abril, com intervalos de temperatura de 38 a 40 graus Celsius. Na estação chuvosa, de junho a setembro, as temperaturas caem para 23-28 ° C, com chuvas de 500 a 1.000 mm.

## Cidade
Gashua é uma das maiores e mais desenvolvidas cidades do estado de Yobe. Desde 1976, é sede da Área de Governo Local de Bade. A língua de Bade é falada em Gashua e em uma área que se estende pelo leste e sul de Gashua. Bade é uma das sete línguas da família Chadic, indígenas do Estado de Yobe. A cidade fica perto do Nguru-Gashua Wetlands, um sistema ecológico economicamente e ecologicamente importante. A cidade é o local da corte de Mai Bade, o emir de Bade.
A cidade de Kumariya também está localizada na área de Gashua.